# Мухсен аль-Гассани
Мухсен Салех Абдуллах Али аль-Гассани (араб. محسن صالح الغساني‎; род. 27 марта 1997, Эр-Рустак) — оманский футболист, нападающий тайского клуба «Бангкок Юнайтед» и национальной сборной Омана.

## Карьера
Выступает за команду «Аль-Сувайк». В 2017 и 2018 году принимал участие в кубке АФК. Сыграл в 6 матчах, забил 1 гол.
За сборную Омана дебютировал 30 августа 2017 года. В 2019 году включён в состав сборной на кубок Азии в ОАЭ. В первом матче против Узбекистана забил гол, сравняв счёт, однако позже Оман пропустил второй мяч и уступил по итогам матча.